# Adalia

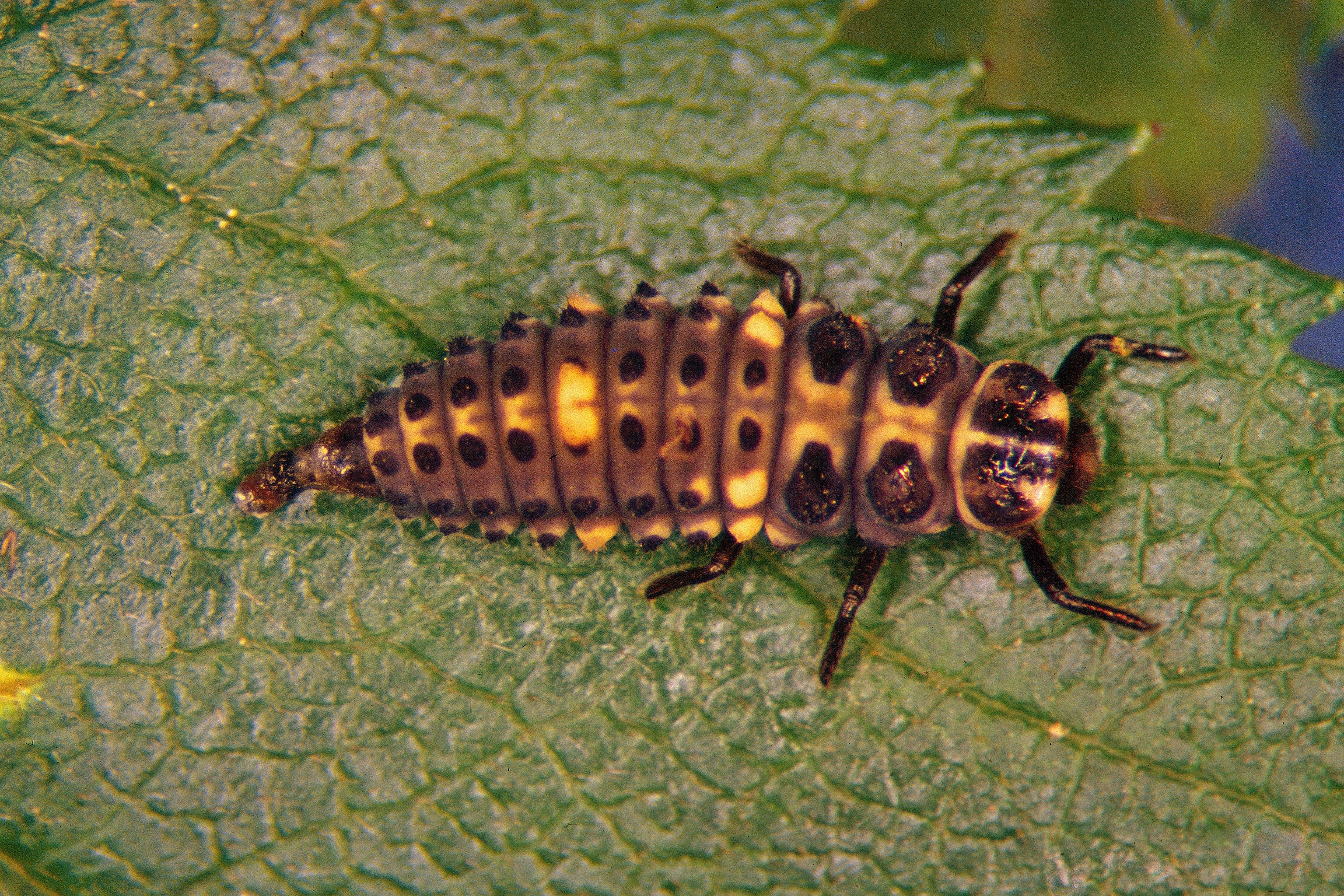
Larwa biedronki dwukropki

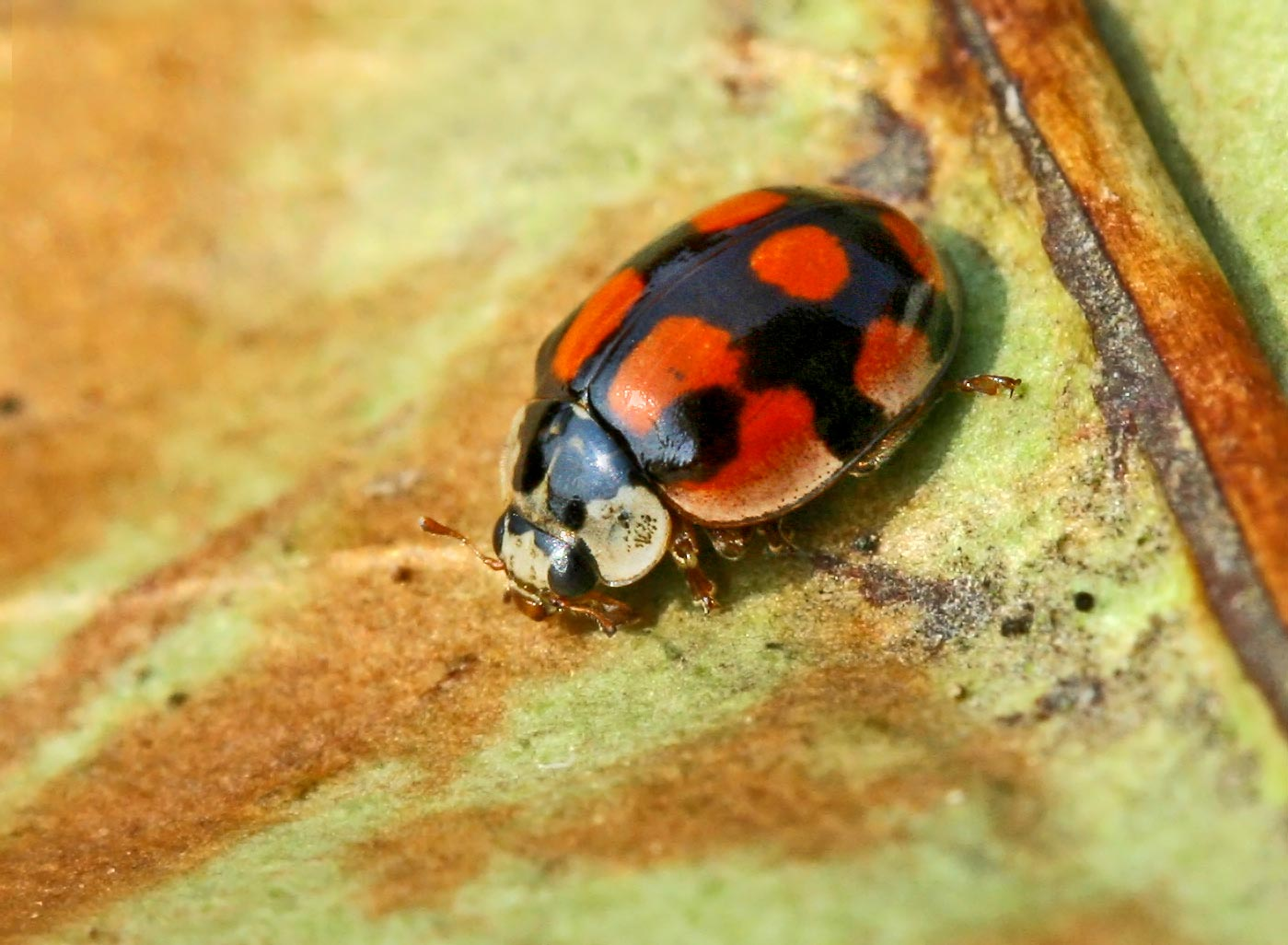
Biedronka dziesięciokropka

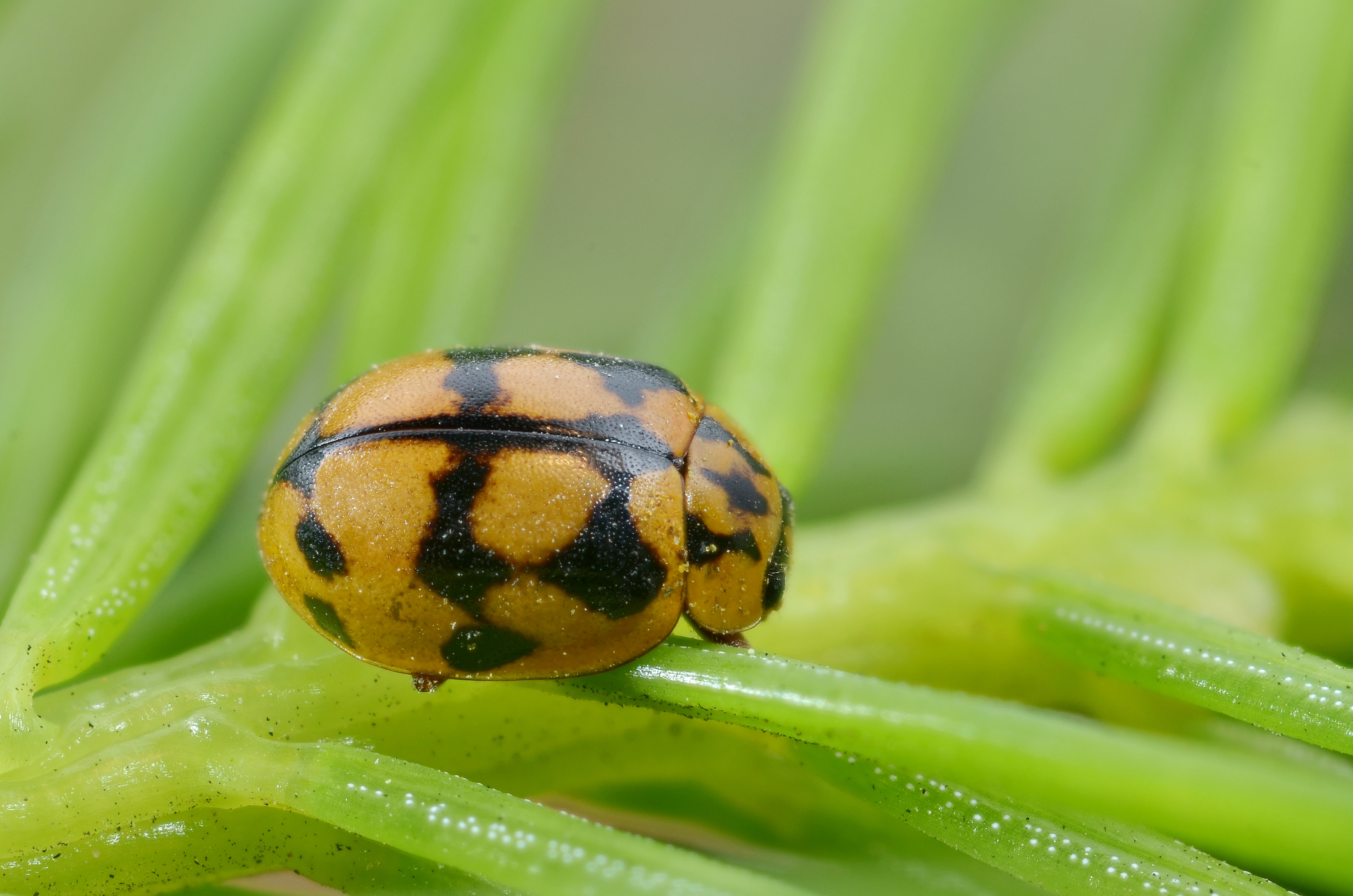
Adalia conglomerata

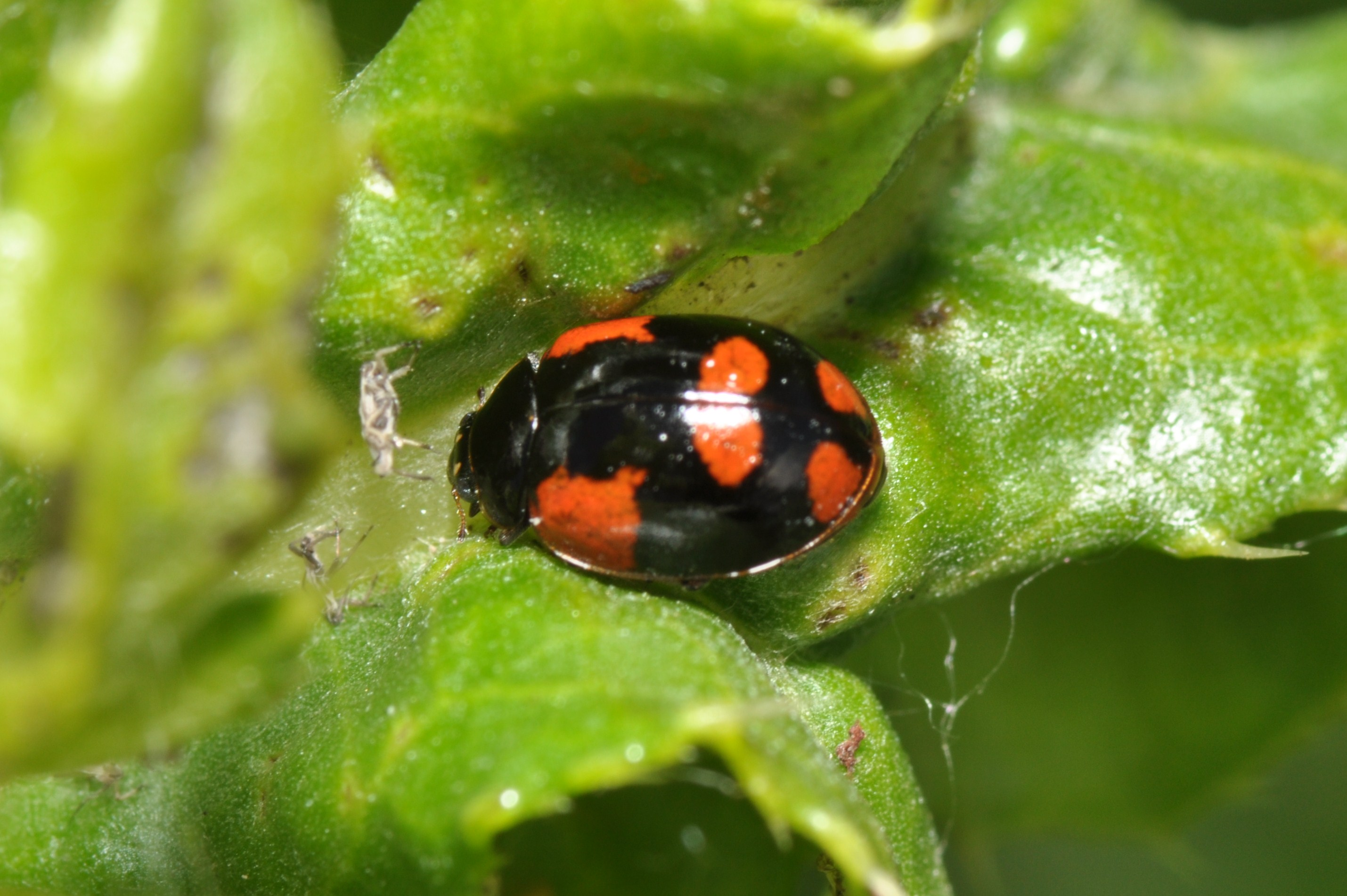
Biedronka dwukropka

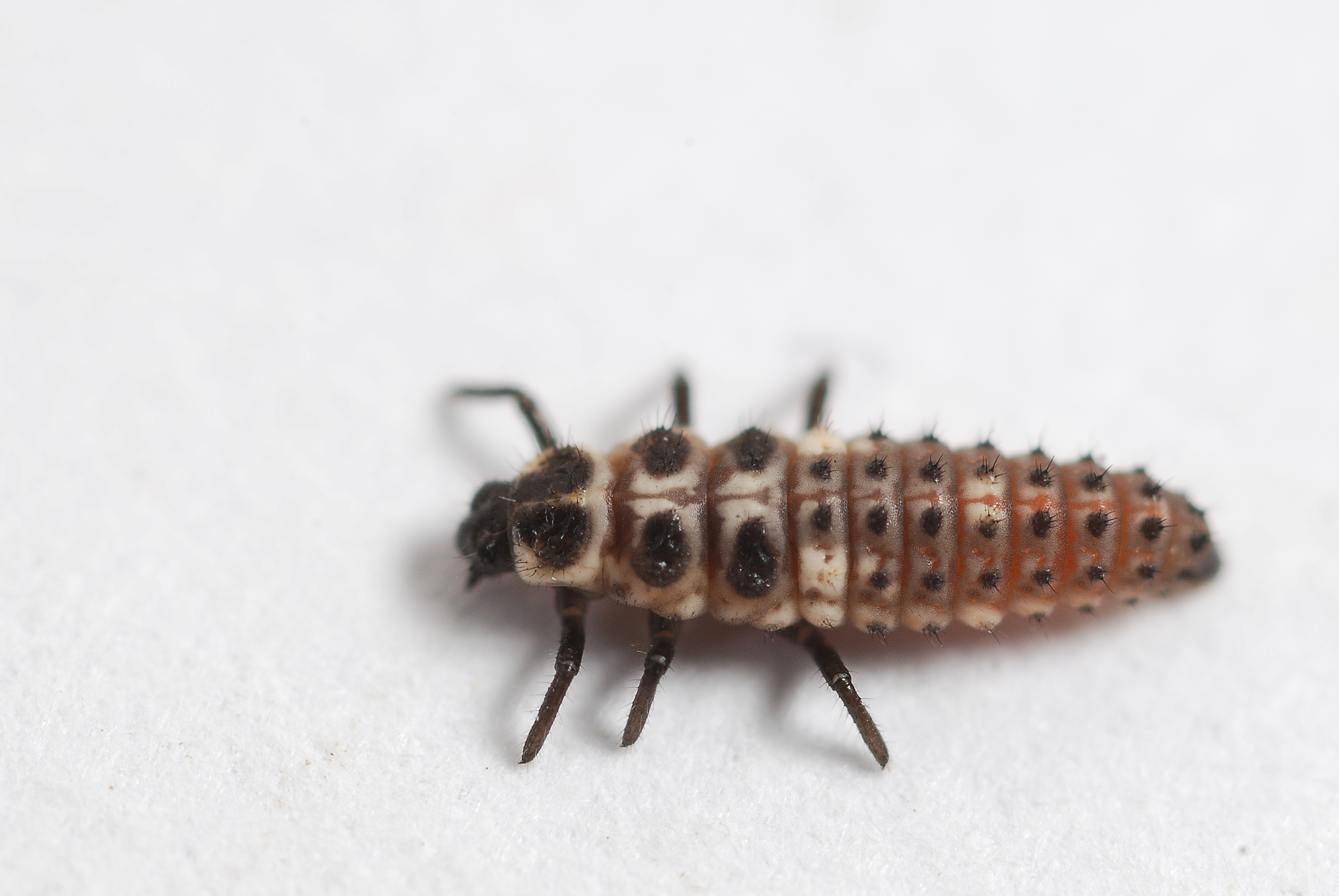
Trzecie stadium larwalne biedronki dziesięciokropki

Adalia – rodzaj chrząszczy z rodziny biedronkowatych i podrodziny Coccinellinae. Występuje na całym świecie. Larwy i dorosłe odżywiają się pluskwiakami z rodzin mszycowatych i ochojnikowatych. Dorosłe charakteryzują się zmiennością ubarwienia w obrębie tego samego gatunku.

## Morfologia

### Owad dorosły
Ciało szerokie, owalne, lekko przypłaszczone, długości od 3,5 do 5,5 mm. Wierzch ciała widocznie punktowany. Głowa o przednio-bocznych kątach nadustka wystających. Buławka czułków o ściśle połączonych członach, z których przedostatni jest wyraźnie szerszy niż dłuższy. Przedpiersie w części wierzchołkowej zaokrąglone, a wierzchołek śródpiersia ścięty i zaopatrzony w listewkę. Żeberka boczne na gładkim, słabo wypukłym wyrostku przedpiersia sięgają do przednich krawędzi przednich bioder. Linie udowe (zabiodrowe) na pierwszym widocznym sternicie odwłoka prawie kompletne lub kompletne, półkoliste, nierozdowjone, nie dochodzą do przedniej krawędzi sternitu. Odnóża środkowej i tylnej pary mają po dwie ostrogi na goleniach. U nasady pazurków występuje w obrysie prawie kwadratowy ząbek. Pokrywy o zmiennym wewnątrzgatunkowo ubarwieniu. Występują osobniki od całkiem żółtych po całkiem czarne. Samce mają symetrycznyme narządy rozrodcze, a samice duże infundibulum.

### Larwa
Głowa z wyraźnymi szwami czołowymi. Aparat gębowy z żuwaczkami wyposażonymi w retynakulum i ząb przedwierzchołkowy, a u wierzchołka podzielonymi na dwa zęby. Brak na żuwaczkach piłkowania. Odnóża o tarsungulusach z wyrostkiem u nasady, a goleniostopach z półbłoniastym, oszczecinionym obszarem po stronie spodniej, osiągającym długość całego członu. Terga śródtułowia i zatułowia z dwoma sklerytami. Odwłok o tergach od pierwszego do ósmego wyposażonych w strumae – każde zaopatrzone jest w kilka  chalazae, z których tylko trzy są wyraźne i często zgrupowane razem. Dziewiąty tergit odwłoka o kompletnej, pozbawionej środkowego wyrostka krawędzi tylnej.

## Biologia i ekologia
Dorosłe i larwy są drapieżnikami, żerującymi na ochojnikowatych z gatunków: Adelges laricis, Pineus pini i Pineus strobi oraz mszycowatych z gatunków: Acyrthosiphon carnosum, Acyrthosiphon dirhodum, Acyrthosiphon pisum, Acyrthosiphon urticae, Acyrthosiphon solani, Amphorophora rubi, Anoraphis farfarae, Aphis fabae, Aphis farinosa, Aphis gossypii, Aphls hederae, Aphis pomi, Aphis rumicis, Aphis sambuci, Aphis urticata, Aphis viburni, Betulaphis quadrituberculata, Brachycaudus helichrysi, Brevicoryne brassicae, Capitophorus elongatus, Cavariella aegopodi, Chaitophorus capreae, Chaitophorus veriscolor, Chromaphis juglandica, Chromaphis juglandicola, Cryptomyzus ribis, Dactynotus cirsii, Dactynotus eoessigi, Dactynotus sonchi, Drepanosiphum platanoidis, Dysaphis devecta, Dysaphis sorbi, Elatobium abletinum, Eriosoma lanigerum, Eriosoma pyricola, Euceraphis punctipennls, Euceraphis tiliae, Hyalopterus pruni, Laingia psammae, Macrosiphum euphorbiae, Macrosiphum rosae, Monellia caryella, Monelliopsis california, Monelliopsis caryae, Myzocallis boerneri, Myzocallis carpini, Myzocallis castanicola, Myzocallis coryli, Myzus cerasi, Myzus persicae, Nearctaphis bakeri, Nearctaphis crataegifolia, Pemphigus bursarius, Periphyllus Iyropictus, Periphyllus negundinis, Periphyllus testundinaceus, Phorodon humuli, Phorodon menthae, Phyllaphis fagi, Pterocallis alni, Rhopalosiphum insertum, Thelaxes dryophila, Tuberculoides annulatus, Tuberolachnus salignus.

## Rozprzestrzenienie
Rodzaj prawie kosmopolityczny, znany z Europy, Azji, Afryki, obu Ameryk i Australii. W Polsce występują 3 gatunki: A. bipunctata, A. conglomerata i A. decempuntata.

## Taksonomia
Rodzaj wprowadzony został w 1850 roku przez Étienne'a Mulsanta. Gatunek typowy, Coccinella bipunctata, został wyznaczony w 1874 roku przez George'a R. Crotcha.
Należą tu m.in.:
- Adalia bipunctata (Linnaeus, 1758) – biedronka dwukropka
- Adalia conglomerata (Linnaeus, 1758)
- Adalia decempunctata (Linnaeus, 1758) – biedronka dziesięciokropka
- Adalia puetzi Iablokoff-Khnzorian, 1986
- Adalia simmondsi Kapur et Sudha Rao, 1962
- †Adalia subversa Scudder, 1900
- Adalia testudinea (Wollaston, 1858)
- Adalia tetraspilota (Hope, 1831)

W obrębie rodzaju łatwo dochodzi do powstawania krzyżówek międzygatunkowych, które mogą być trwałe.